# À pleines mains (film)
Pour les articles homonymes, voir À pleines mains.
Pour plus de détails, voir Fiche technique et Distribution.
À pleines mains est un film français de Maurice Regamey réalisé en 1959 et sorti l'année suivante.

## Synopsis
En Espagne, des malfaiteurs volent un important stock de papier filigrané destiné à la fabrication des billets de banque. En France, ils engagent Besnard, spécialiste en fausse monnaie, pour faire le travail de l'impression.
Mais après avoir imprimé les clichés, Besnard est blessé par des gangsters et une journaliste, se mêlant de l'affaire, vole les fameux clichés.

## Fiche technique
- Réalisation : Maurice Régamey
- Scénario : Maurice Regamey
- Adaptation et dialogue : Michel Lebrun
- Musique : François Gelepidès et Jean Bouchéty
- Photographie : Paul Cotteret
- Montage : Louis Devaivre et Simone Dubron
- Assistant réalisateur : Jacques Besnard
- Producteur : Georges Mathiot pour Donjon Films
- Tournage : du 31 août au 20 octobre 1959
- Distributeur : Columbia
- Année de réalisation : 1959
- Pays d'origine :  France
- Format : Noir et blanc  - 35 mm - Son mono
- Genre : Policier
- Durée : 90 minutes
- Date de sortie : 
  - France - 2 mars 1960

## Distribution
- Yves Massard : Pierre Chevillon
- Louis Seigner : Inspecteur Toussaint
- Jean Brochard : Commissaire Marsay
- Georges Lycan : Raymond
- Albert Dinan : Bob
- Yves Brainville : Besnard
- Albert Dagnant : Stéphan
- Françoise Saint-Laurent : Alice Lancourt
- Colette Riedinger : Colette Guérin
- Georges Ulmer : Henri
- Jack Claret : Inspecteur Gérard

## Autour du film
- Il est question d’accélérer la vitesse d'une imprimante offset, ce qui est techniquement infaisable.